# Popovtsi
Popovtsi (bulgariska: Поповци) är ett distrikt i Bulgarien.   Det ligger i kommunen Obsjtina Gabrovo och regionen Gabrovo, i den centrala delen av landet, 160 km öster om huvudstaden Sofia.
Runt Popovtsi är det i huvudsak tätbebyggt. Runt Popovtsi är det ganska tätbefolkat, med 124 invånare per kvadratkilometer.